# Jordan Farmar
Jordan Robert Farmar (født 30. november 1986 i Los Angeles, Californien, USA) er en amerikansk basketballspiller, der spiller som point guard i NBA-klubben New Jersey Nets. Han har tidligere spillet en årrække hos Los Angeles Lakers.

## Klubber
- 2006-2010: Los Angeles Lakers
- 2010-: New Jersey Nets